# Bariai jezici
Bariai jezici, naziv za skupinu od četiri austronezijska jezika koja pripadaju široj skupini ngero, a govore se u Papui Novoj Gvineji u provinciji Zapadna Nova Britanija. Predstavnici su : bariai [bch] (1,380 govornika 1998 SIL); kove [kvc](6,750; 1994 SIL); lusi [khl] (2,000; 1994 SIL) i malalamai [mmt] malalamai [mmt] (550; 2003 SIL).

## Klasifikacija
Austronezijski jezici
Malajsko-polinezijski jezici
centralni-istočni malajsko-polinezijski jezici
Istočni malajsko-polinezijski jezici
Oceanijski jezici
Zapadnooceanijski jezici
sjevernonovogvinejski jezici
Ngero-Vitiaz jezici
Ngero jezici, 
Bariai (4): bariai, kove, lusi, malalamai.

## Vanjske poveznice
- Ethnologue (14th)
- Ethnologue (15th)